# Emily Browning
Emily Jane Browning (Melbourne, Victòria, 7 de desembre de 1988) és una actriu australiana. Browning va debutar al cinema amb el telefilm The Echo of Thunder (1998), i posteriorment va aparèixer en programes de televisió com High Flyers (1999), Something in the Air (2000-2001) i Blue Heelers (2000-2002). El seu paper important va ser a la pel·lícula de terror Ghost Ship: vaixell fantasma del 2002, que es va presentar a un públic més ampli. El 2005, Browning va guanyar el Premi Internacional de l'Australian Film Institute a la millor actriu per la seva interpretació de Violet Baudelaire a la pel·lícula Un seguit de desgràcies catastròfiques de Lemony Snicket del (2004).
Browning també és coneguda pels seus papers a la pel·lícula de terror The Uninvited (2009), a la pel·lícula d'acció Sucker Punch (2011) i al drama independent Sleeping Beauty (2011). Va ser nomenada la millor intèrpret de l'any pel Festival Internacional de Cinema de Hamptons el 2011 pel seu paper a Sleeping Beauty. Les altres pel·lícules de Browing inclouen Summer in February, Plush (ambdues del 2013), Pompeia (2014) i Legend (2015). Actualment actua com a Laura Moon a la sèrie de televisió de Starz TV, American Gods (2017-actualitat).

## Primers anys
Browning va néixer a Melbourne, Victoria, el 7 de desembre de 1988, i és filla d'Andrew i Shelley Browning. Va assistir a la Hurstbridge Learning Co-op i a l'Eltham High School. Browning té dos germans menors, Nicholas i Matthew.

## Trajectòria

### 1998–2007
El primer paper actoral de Browning va ser a la pel·lícula de 1998 de Hallmark Channel The Echo of Thunder. Aviat va seguir papers addicionals en produccions de cinema i televisió australianes, inclosos papers recurrents a la sèrie de televisió Blue Heelers del 2000 al 2002 i Something in the Air del 2000 al 2001. El 2001, Browning va aparèixer com a filla del personatge interpretat per Billy Connolly a The Man Who Sued God.
Va debutar al cinema estatunidenc amb Ghost Ship: vaixell fantasma del 2002 i va guanyar el premi a la millor actriu jove als Premis AACTA. El 2003, va aparèixer al costat de Heath Ledger i Orlando Bloom a Ned Kelly el 2003, i es va reunir amb Connolly l'any següent en l'adaptació cinematogràfica de Un seguit de desgràcies catastròfiques de Lemony Snicket, en la qual va interpretar a Violet Baudelaire.
El 2006, Browning va aparèixer al videoclip de "Light Surrounding You" de Evermore. En el vídeo del darrere de les escenes del clip, la banda va afirmar: "[Som] el pitjor com a actors, així que vam decidir aconseguir a l'Emily". Va assistir al Festival de Moda L'Óreal com a ambaixadora del festival l'1 de febrer de 2007.

### 2008–2011
Browning va obtenir el paper principal a la pel·lícula de terror The Uninvited del 2009, un remake nord-americà de la pel·lícula sud-coreana del 2003 A Tale of Two Sisters. Va rebutjar una petició d'audició pel paper de Bella Swan a Crepuscle, citant esgotament, malgrat el suport de l'autora de la sèrie Stephenie Meyer. El 2009 va ser escollida com a Babydoll a la pel·lícula d'acció de Zack Snyder Sucker Punch, en substitució d'Amanda Seyfried, que va abandonar a causa de conflictes de programació. El rodatge es va dur a terme a Vancouver del setembre del 2009 al gener del 2010, i la pel·lícula es va estrenar el 25 de març del 2011. En una entrevista a la Comic-Con, va confirmar que cantaria a la pel·lícula, mentre afirmava que la seva cinta d'audició portava llàgrimes als ulls del seu agent de càsting i que la cançó que va seleccionar ("Killing Me Softly") era una de les preferides de l'esposa de Zack Snyder, Deborah, que Browning va referir-se com el "punt de venda" en el moment que ella fos escollida en el paper.
Al febrer de 2010, es va anunciar que Browning interpretaria el paper principal de la pel·lícula independent australiana Sleeping Beauty, dirigida per Julia Leigh. Va substituir Mia Wasikowska, que en aquell moment es va comprometre amb una adaptació cinematogràfica de Jane Eyre. La pel·lícula es va projectar al Festival de Cannes de 2011 i al Festival de Cinema de Sydney. En una ressenya del festival, Peter Bradshaw de The Guardian va titllar la pel·lícula de "Tècnicament elegant amb vehemència i control ... Emily Browning ofereix una actuació ferotge i poderosa ... Hi ha força i originalitat en l'obra de Leigh". Fionnuala Halligan a Screen International va escriure: "Browning ha anat lluny per la seva directora i, juntes, han lliurat aquí alguna cosa que de vegades us treu l'alè". Al festival Browning va dir: "Fins i tot llegint el guió, em feia sentir incòmode. Però això m'ha atret. Preferiria polaritzar el públic en lloc de fer una pel·lícula entretinguda amb la qual tothom se sent ambivalent".

### 2012-present
El 2012 va substituir l'actriu anglesa Ophelia Lovibond com a protagonista femenina de la pel·lícula Summer in february. La pel·lícula es basa en el llibre del mateix títol, de Jonathan Smith. El juliol de 2012, Browning va ser escollit a God Help the Girl, una pel·lícula musical del director principal de Belle & Sebastian Stuart Murdoch. Browning va interpretar a Eve, i el paper requeria cantar en viu. El rodatge de la producció va començar el 8 de juliol de 2012 i es va acabar el 12 d'agost de 2012.
Browning va sortir a Plush de Catherine Hardwicke al costat de Cam Gigandet, en substitució d'Evan Rachel Wood (que originalment estava vinculada al projecte) a causa de conflictes de programació. Browning també va protagonitzar al costat de Xavier Samuel a qui va conèixer al plató durant el rodatge, Magic Magic, dirigida per Sebastián Silva, projectada al Festival de Cinema de Sundance 2013. Film.com va designar la pel·lícula com a "Top Pick".
Browning va protagonitzar la pel·lícula Pompeia del 2014. El projecte es va filmar a Toronto i a la ciutat de Pompeia. Browning va prendre un descans del rodatge a Pompeia i va tornar a casa a Austràlia per filmar un videoclip de la cançó "No Matter What You Say" de la banda Imperial Teen. El vídeo segueix a Browning com a protagonista, dirigint una "peça d'art en viu".
Al 2014, Browning va filmar Shangri-La Suite. La història segueix dos joves amants que van sortir d'un hospital mental el 1974 i van emprendre un viatge per carretera a Los Angeles per complir el somni de tota la vida del noi de matar el seu ídol Elvis Presley, que apareix com a personatge secundari. Luke Grimes i Avan Jogia la co-protagonitzen. Al mateix any, va aparèixer en el vídeo musical "Take Shelter" de Years & Years.
Al 2015, Browning va protagonitzar el thriller biogràfic Legend, al costat de Tom Hardy, que va interpretar als germans bessons i als famosos gangsters londinencs dels anys 60 Reggie i Ronnie Kray. Va retratar Frances Shea, la primera esposa de Reggie Kray.
Browning va sortir a American Gods com Laura Moon. Neil Gaiman, autor de la novel·la, va dir: "Emily Browning m'ha fascinat des d'Una sèrie d'esdeveniments desafortunats. Té un repte per davant: Laura és un personatge complicat i la Laura de la pantalla és encara més complicada i més perillosa que la del llibre. Passarà una estona meravellosa donant vida a Laura".

## Filmografia

### Pel·lícules
| Any  | Títol                                                    | Paper                                   | Notes         |
| ---- | -------------------------------------------------------- | --------------------------------------- | ------------- |
| 1998 | Corazones rotos                                          | Opal Ritchie                            |               |
| 2001 | The Man Who Sued God                                     | Rebecca Myers                           |               |
| 2002 | Ghost Ship: vaixell fantasma                             | Katie Harwood                           |               |
| 2003 | En la foscor                                             | Jove Caitlin                            |               |
| 2003 | Ned Kelly (pel·lícula)                                   | Grace Kelly                             |               |
| 2004 | Un seguit de desgràcies catastròfiques de Lemony Snicket | Violet Baudelaire                       |               |
| 2006 | Stranded                                                 | Penny                                   |               |
| 2009 | The Uninvited                                            | Anna                                    |               |
| 2011 | Sucker Punch                                             | Babydoll                                |               |
| 2011 | Sleeping Beauty (pel·lícula de 2011)                     | Lucy                                    |               |
| 2013 | Magic Magic                                              | Sara                                    |               |
| 2013 | L'hoste (pel·lícula de 2013)                             | Wanda (mascota)/Petals Open to the Moon | No acreditada |
| 2013 | Summer in February                                       | Florence Carter-Wood                    |               |
| 2013 | Plush                                                    | Hayley                                  |               |
| 2014 | God Help the Girl                                        | Eve                                     |               |
| 2014 | Pompeia (pel·lícula)                                     | Cassia                                  |               |
| 2015 | Llegenda (pel·lícula de 2015)                            | Frances Shea                            |               |
| 2016 | Shangri-La Suite                                         | Karen Bird                              |               |
| 2016 | Golden Exists                                            | Naomi                                   |               |